# Фоллон-Стейшен (Невада)
Фоллон-Стейшен (англ. Fallon Station) — переписна місцевість (CDP) в США, в окрузі Черчилл штату Невада. Населення — 281 особа (2020).

## Географія
Фоллон-Стейшен розташований за координатами 39°24′57″ пн. ш. 118°43′0″ зх. д. / 39.41583° пн. ш. 118.71667° зх. д. (39.415939, -118.716666).  За даними Бюро перепису населення США в 2010 році переписна місцевість мала площу 6,40 км², уся площа — суходіл.

## Демографія
Згідно з переписом 2010 року, у переписній місцевості мешкало 705 осіб у 203 домогосподарствах у складі 183 родин. Густота населення становила 110 осіб/км².  Було 229 помешкань (36/км²).
Расовий склад населення:
| - 68,5 % — білих - 9,8 % — азіатів - 7,9 % — чорних або афроамериканців - 0,9 % — корінних американців - 0,4 % — вихідців з тихоокеанських островів - 1,6 % — осіб інших рас |

До двох чи більше рас належало 10,9 %. Частка іспаномовних становила 13,8 % від усіх жителів.
За віковим діапазоном населення розподілялося таким чином: 45,2 % — особи молодші 18 років, 54,5 % — особи у віці 18—64 років, 0,3 % — особи у віці 65 років та старші. Медіана віку мешканця становила 22,6 року. На 100 осіб жіночої статі у переписній місцевості припадало 100,3 чоловіків;  на 100 жінок у віці від 18 років та старших — 103,2 чоловіків також старших 18 років.
Середній дохід на одне домашнє господарство  становив 43 428 доларів США (медіана — 37 188), а середній дохід на одну сім'ю — 46 750 доларів (медіана — 42 500). 
Цивільне працевлаштоване населення становило 173 особи. Основні галузі зайнятості: публічна адміністрація — 44,5 %, освіта, охорона здоров'я та соціальна допомога — 17,3 %, транспорт — 10,4 %, роздрібна торгівля — 8,7 %.